# Horst Lechner

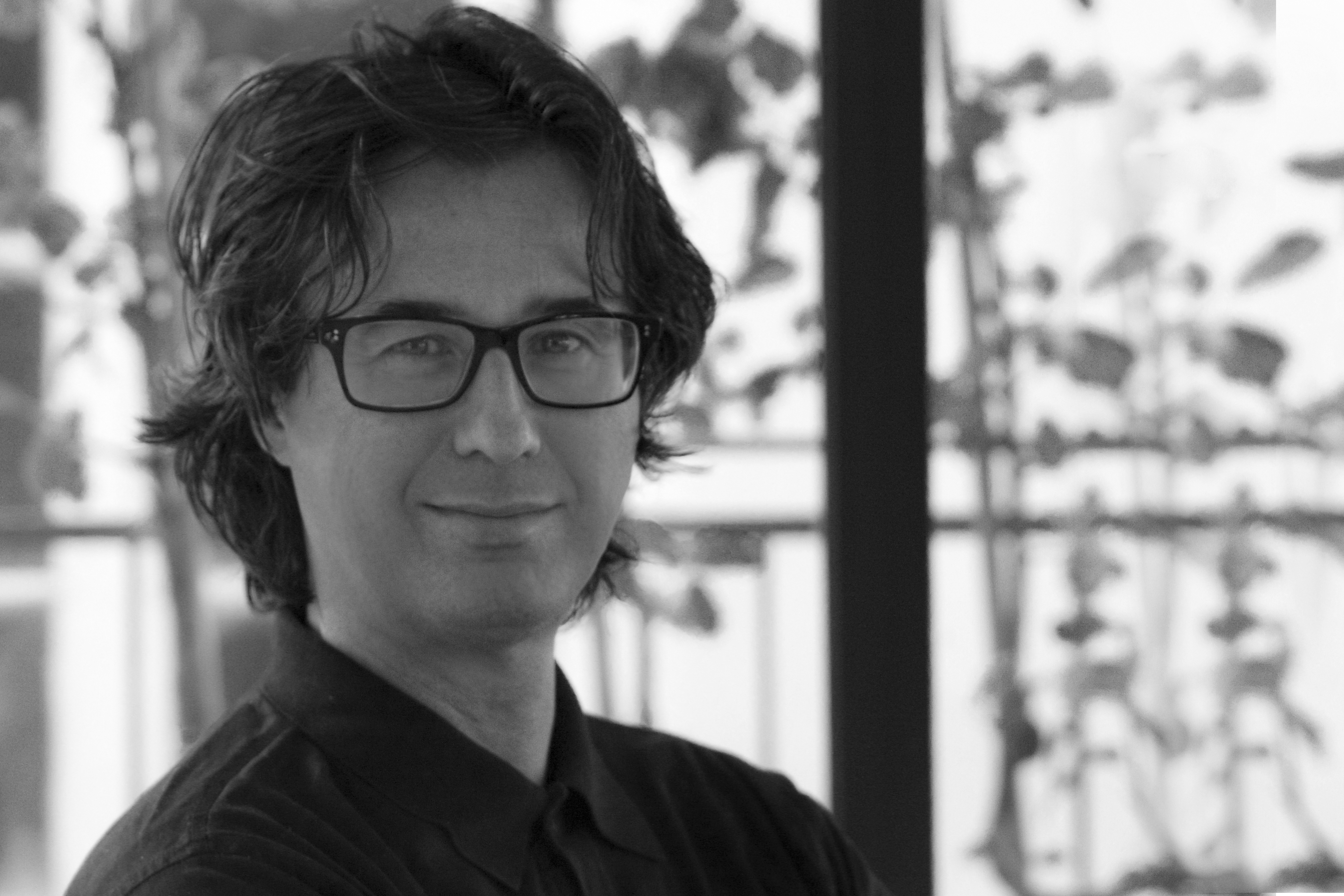
Horst Lechner 2011

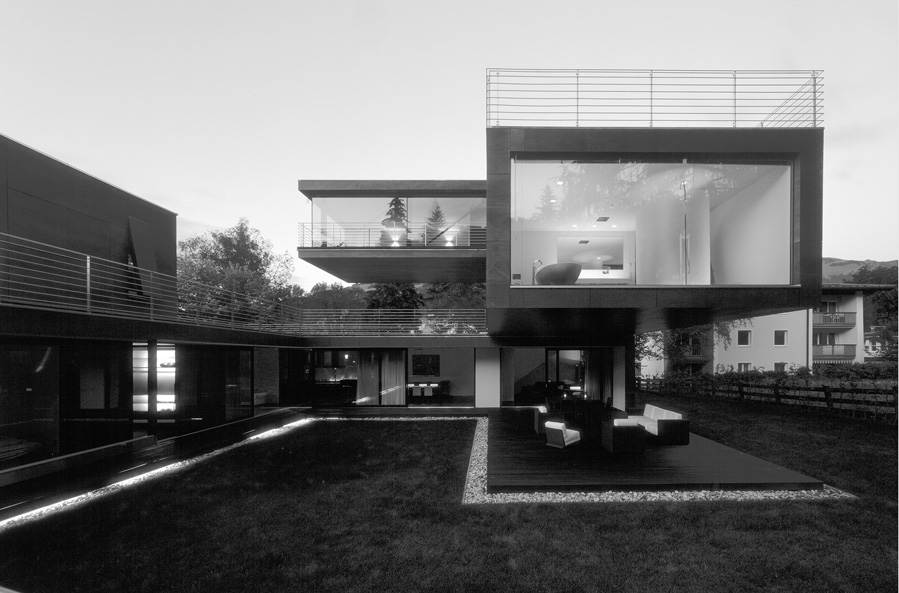
Casa en Kitzbühel, Austria

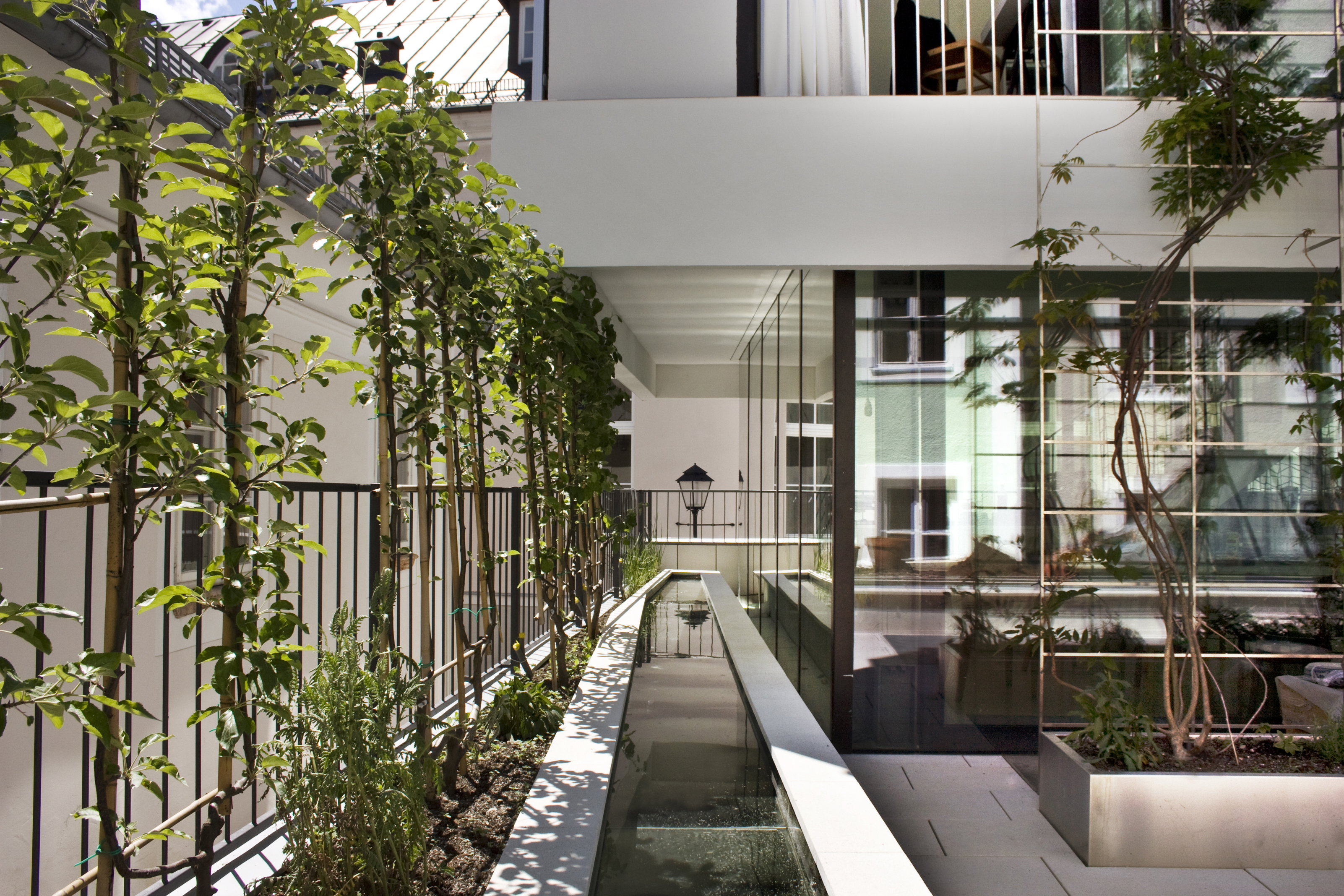
Casa y taller Lechner en Salzburg, Austria

Horst Lechner  (Villach, 19 de julio de 1959 − Salzburgo, 29 de diciembre de 2014) fue un arquitecto e ingeniero civil austríaco.

## Biografía
Horst Lechner estudio de 1977 hasta 1982 diseño interior y arquitectura en Linz, Austria en la Universidad de Elementos Constructivos de Friedrich Goffitzer. Horst Lechner cerró su carrera de arquitectura en Linz en 1990. Al finalizar con su estudio trabajó en oficinas, hasta que en 1982 fundó en Salzburgo con Christine Lechner la empresa de arquitectos Lechner & Lechner. Desde el 2000 colabora con algunos proyectos de Johannes Schallhammer.
Al mismo tiempo realizaron y diseñaron proyectos tanto en Austria como en Alemania. De 1996 a 1997 diseñaron proyectos en Corea del Sur, del 2006 hasta el 2009 fundaron junto a Johannes Schallhammer el grupo Team Lechner Lechner Schallhammer y diseñaron proyectos de Hoteles en Dubái y Abu Dabi en los Emiratos Árabes Unidos. Otro proyecto realizado con Christine Lechner fue la casa actualmente habitada, “Atelierhaus Lechner”. Esta ganó en el 2010 el premio de arquitectura de Salzburgo (“Salzburger Architekturpreis”). Desde 2011 Horst Lechner pertenece al grupo de “Landluft-Vereines” (Grupo-Aire de Campo).
Lechner está casado desde 1987 con su colega universitaria, la arquitecta Christine Lechner.

## Proyectos realizados en Austria (Selección)
- Casa del Atrio en Kuchl – madera purista (1993)
- Los muebles en el paisaje (“Möbel in der Landschaft”) – edificio de tres pisos de madera en el Rif (1999)
- “Over the roofs” en Salzburgo (2005)
- Construcción Alpine en Kitzbühel (2005)
- Asilo Hellbrunn en Salzburgo (2007, Convención Lechner Lechner Schallhammer)
- Casa de Atención en Salzburgo (2010, Convención Lechner Lechner Schallhammer)
- Complejo residencial, calle Aglassinger en Salzburgo  (2010, Convención Lechner Lechner Schallhammer)
- Casa y taller Lechner (2011)

## Condecoraciones
- Premio de la arquitectura de Salzburgo "Architekturpreis des Landes Salzburg" 2010[4]
- Premio de la arquitectura 2008 del “Reineres Sriftung”
- 2 Premios de la energía, Salzburgo 2004
- Premio de la arquitectura de Salzburgo (Reconocimiento) 2000
- Premio de la arquitectura 2000/2001 del “Reines Stiftung”, construcción con madera, construcción para el futuro
- Condecoración “Haus der Zukunft” (casa del futuro), en la categoría del concurso “Premio extraordinario del trabajo pionero en edificios residenciales, de oficinas comerciales y de otro tipo en Austria" por el Ministerio Federal de Transporte, Innovación y Tecnología, 2000
- Condecoración en el concurso de la arquitectura „Architektur & Solarenergie“ (arquitectura y energía solar) de la compañía alemana de la energía solar, en el 2000
- Instituto Coreano de Diseño Industrial 1995 Certificado de Reconocimiento de un proyecto de cooperación internacional para el desarrollo del diseño insustrial y las técnicas de embalaje.

## Conferencias (Selección)
- KIDP Corea, Instituto de Diseño Industrial / Seúl (Corea del Sur)
- Universidad de Innsbruck (Austria)
- Invitado crítico en el Departamento de Planificación de ciudades ETH Zürich (Suiza)
- Universidad de Lucerna– Técnica y Arquitectura (Suiza)[5]
- Universidad de Viena (Austria)
- Escuela técnica superior de Rosenheim (Alemania)
- Turn On - Festival de arquitectura, ORF Viena (Austria)
- Desarrollo de la comunidad Hallein, Instituto de orden de habitación y vivienda (Austria)[6]
- Autosuficiencia de energía en oficina y edificios residenciales, Arquitectura iniciativa (Austria)[7]

## Enlaces
- http://www.lechner-lechner-schallhammer.com Archivado el 13 de mayo de 2019 en Wayback Machine.
- http://www.nextroom.at/actor.php?id=1959&inc=bauwerk